# Isata Dora Bangura
 (juin 2020).
Isata Dora Bangura est une enseignante et politicienne sierra-léonaise,. Elle était la colistière du candidat à la présidence Charles Margai lors des élections générales de 2018 en Sierra Leone. Elle est la deuxième femme à briguer le poste de vice-présidente de l'histoire de la Sierra Leone. 

## Jeunesse
Bangura est originaire de la région nord-est de la Sierra Leone. 
Elle a commencé sa carrière d'enseignante en 1976. En 2018, elle a quitté la profession enseignante pour se porter candidate à des fonctions politiques,.

## Carrière politique
En 2006, Bangura a rejoint le parti du Mouvement populaire pour le changement démocratique (PMDC) qui a été formé à la suite d'un schisme entre Charles Margai et ses partisans et le Parti du peuple de la Sierra Leone,,. Elle s'est distinguée en tant que défenseure des droits des femmes.  

## Élection 2018
En 2018, elle est devenue candidate du parti au poste de vice-président de la Sierra Leone et s'est présentée aux côtés du candidat à la présidence Charles Margai aux élections générales.
La campagne présidentielle a eu du mal à gagner du terrain, car de nombreux Sierra-léonais en voulaient à Margai pour avoir soutenu Ernest Bai Koroma et le Congrès du peuple lors des élections générales de 2012.
Avec 9 864 voix, le PMDC a obtenu 0,4% des voix et n'a pu remporter aucun siège au Parlement. 